# All Sky Automated Survey for SuperNovae
L'All Sky Automated Survey for SuperNovae (in sigla ASASSN o anche ASAS-SN) è un programma astronomico di ricerca di supernove che scandaglia tutto il cielo ogni notte fino alla 17 magnitudine visuale alla ricerca di fenomeni transienti galattici o extragalattici. Il programma è nato dal Dipartimento d'Astronomia dell'Università statale dell'Ohio divenendo rapidamente un progetto internazionale a cui collaborano enti di ricerca di altri Paesi e a cui contribuiscono vari finanziatori. Il programma usa per le sue osservazioni telescopi affittati ad una rete internazionale di osservatori privati che affittano telescopi.

## Stazioni e telescopi impiegati
Attualmente il programma dispone di 5 diverse stazioni d'osservazione sparse per il mondo dotate in totale di venti telescopi:
- "'Brutus"': è situata alle isole Hawaii, dispone di quattro telescopi con specchi di 14 cm.
- "'Cassius"': è situata in Cile, dispone di quattro telescopi con specchi di 14 cm.
- "'Cecilia Payne-Gaposchkin'": è situata in Sudafrica, dispone di quattro telescopi, attiva dal 2017.
- "'Henrietta Leavitt"': è situata in Texas, dispone di quattro telescopi, attiva dal 2017.
- "'Bohdan Paczyński'": è situata in Cile, dispone di quattro telescopi, attiva dal settembre 2017.

Questo complesso di stazioni e telescopi permette la copertura osservativa dell'intero cielo ogni notte.

## Osservazioni e scoperte
Il programma dal giugno 2013 al 23 maggio 2022 ha scoperto 1330 supernove.
Ha compiuto osservazioni relative ad oltre 415.000 stelle variabili.
Al 1 novembre 2018 ha scoperto o coscoperto 10 nove: V1831 Aql, V555 Nor (scoperta d'archivio), V1659 Sco, V407 Lup, V1405 Cen, V612 Sct, V549 Vel, V1660 Sco, V1663 Sco , V0906 Car .
Ha scoperto due comete non periodiche: C/2017 O1 ASASSN e C/2018 N2 ASASSN.